# Zorniotti
La famiglia Zorniotti ha origini medievali. 

## Le origini
Nel XIV secolo due famiglie marchigiane di mercanti decisero, per questioni economiche e di profitto, di unirsi in matrimonio. In particolare, nel febbraio 1345, Bartolomeo Zornio e Lucia Grazia Iotti si sposarono nel duomo di Pesaro, unendo anche due influenti famiglie. Tale unione diede vita ad un nuovo cognome che ancora adesso esiste, nonostante pochi lo portino: Zorniotti. Nel Rinascimento la famiglia assistette ad una successione di signorie: i Malatesta, tra il 1285 e il 1445, e gli Sforza, tra il 1445 e il 1512, il cui dominio fu interrotto, solo per un breve periodo, da Cesare Borgia dal 1500 al 1503 ed in seguito consegnata da papa Giulio II ai Della Rovere, tra il 1513 e il 1631, con i quali era imparentato. Il periodo di maggior fervore culturale avvenne durante il dominio dei Della Rovere, i quali avevano scelto Pesaro come sede centrale del loro ducato. Nei primi anni del loro governo in città venne iniziata sia la costruzione di nuovi palazzi pubblici e privati che la costruzione di una nuova e più sicura cinta muraria, utile a difendersi anche da repentini attacchi provenienti dal mare. Per tale realizzazione un componente della casata Zorniotti prese parte ai lavori progettuali di edificazione delle mura difensive della città.

## Il dominio papale
Alla morte di Francesco Maria II Della Rovere nel 1631, il Ducato tornò sotto dominio papale che fece Pesaro sede cardinalizia. Il figlio di Giovanni Antonio, Pietro Bartolomeo, venne arruolato nell'esercito militare di Urbano VII con il grado di maggiore e capo dei lanzichenecchi. Nel febbraio del 1671, dopo una lunga malattia, egli perì nella caserma di Viterbo e suo figlio Amedeo divenne capitano dei lancieri a cavallo dell'esercito pontificio. 
Amedeo non era un uomo di particolare intelligenza o furbizia nel campo strategico militare, ma la cosa che lo distingueva dal resto del plotone, era la sua totale obbedienza e fedeltà all'esercito. Inoltre era conoscente del francese e dello spagnolo, le due lingue importanti del tempo, oltre che del Latino. Per questo venne inviato dal Papa a combattere in Piemonte, in favore dei Sabaudi. Una sorta di missione militare, volta a migliorare la relazione tra i due stati, dimostrando la vicinanza del Pontefice a una terra ancora coinvolta in parte da guerriglie tra minoranze Valdesi e Cattoliche. Amedeo si trasferì a Barge, addestrando le truppe del duca Amedeo II di Savoia nella Guerra della Grande Alleanza, avvenuta tra il 1688 ed il 1697. 
Combatté a Staffarda, a Pianezza ed infine a Cuneo, dove morì nel 1697 a causa di una bomba lanciata dall'artiglieria francese sull'avamposto settentrionale della città, ormai assediata da molti mesi. In tutta la sua vita combatté con onore, ma di lui non si ricorda.

## La famiglia si divide
Dopo tale avvenimento la Famiglia Zorniotti rimase divisa: una parte si stabilì in Piemonte, poiché aveva guadagnato, per meriti di guerra, delle terre nel Fossanese, mentre il resto della famiglia rimase a praticare il commercio marittimo a Pesaro. Il figlio di Amedeo, Giuseppe, seguì anch'egli la via militare, e, richiesta cittadinanza al Ducato Sabaudo, si arruolò nello squadrone di dragoni del battaglione di Cuneo. In primis, operò come gendarme ed esattore delle tasse; successivamente, con lo scoppio della guerra di successione spagnola, tra il 1701 ed il 1714, partì in guerra verso il Ticino, in quanto re Luigi XIV aveva obbligato il Piemonte ad un'alleanza militare favorevole alla Francia contro gli Asburgo d'Austria. Ma nel 1705 la situazione si ribaltò, e un possente esercito franco-spagnolo assediò per mesi la città di Torino. Giuseppe combatté per 6 mesi tra i cunicoli e nelle campagne torinesi. Fu al comando di piccole rappresaglie, in particolare quella di Pianezza, dove un contingente armato piemontese riuscì a saccheggiare il carico d'oro per la paga dei soldati invasori. E con l'arrivo di maggio 1706 i francesi furono sconfitti e finalmente finiva un duro e straziante conflitto, grazie al quale Vittorio Amedeo II di Savoia ottenne la corona  di Re di Sicilia, mutato in Re di Sardegna nel 1720, e il capitano Giuseppe Zorniotti ricevette  il grado di Generale dei granatieri di sua Maestà.

## Un periodo d'oro
Per tutto il XVIII secolo, la Casata visse in un clima illuministico. Tutti i discendenti maschi frequentarono le scuole reali, e poterono acculturarsi, studiando filosofi come Voltaire, Rousseau, Kant, ed intellettuali, come il connazionale Vittorio Alfieri, Cesare Beccaria e Giuseppe Parini. Inoltre la famiglia gestì le terre con parsimonia e rigore, dando alloggio a 40 famiglie contadine, le quali lavoravano in un clima di "serenità" e giustizia.

## Una svolta tragica e l'accusa di tradimento
Con l'avvento di Napoleone le cose cambiarono radicalmente. Il discendente di Giuseppe, il conte Beniamino, diede una svolta tragica alla famiglia e alla contea. Uomo di studi, per tutta la sua vita aveva studiato i grandi filosofi, la Bibbia e gli scritti di Beccaria, ed era stato affascinato dagli ideali di democrazia e libertà che aveva riconosciuto nella figura del generale Bonaparte.
Dopo l'armistizio di Cherasco prese parte alla creazione della repubblica di Alba e gestì durante l'occupazione militare francese il prelievo delle tasse. Ciò macchiò la sua reputazione nei confronti della popolazione circostante, e, con la restaurazione, fu costretto alla fuga in Francia. Catturato nei pressi di Barcelonnette nel maggio 1815, venne giustiziato per impiccagione a Nizza dai gendarmi sabaudi. I suoi figli, ancora bambini, vennero affidati al seminario di Fossano, mentre la contessa venne incarcerata nella fortezza di Fenestrelle dove perì per tubercolosi due anni dopo. Inoltre l'intera famiglia venne accusata di alto tradimento nei confronti della corona, ed il nuovo re, Carlo Felice di Savoia, revocò il titolo nobiliare ai figli rimasti in vita, estinguendo ogni singolo privilegio sulla contea.

## Un secolo di difficoltà
Per tutto il XIX secolo gli Zorniotti vissero un periodo di difficoltà. Dei cinque figli dell'ultimo conte, rimasti orfani, si conoscono solo tre nomi: Maria, Vittorio e Giovanni, i quali lavorarono come mezzadri per cercare di riprendere ciò che gli era stato sottratto. Ma nonostante i sacrifici riuscirono ad ottenere soltanto parte di una cascina nel comune di Marene. Successivamente, il primo figlio maschio Vittorio intraprese una scarsa carriera militare. Tornato dalla guerra di Crimea, morì di malattia tra il 1853 ed il 1854. Maria si trasferì presto nel Levante genovese insieme al suo futuro marito, un mercante navale di medio rango, mentre Giovanni rimase insieme agli altri due fratelli a Marene, praticando una modesta vita contadina.

## Una lenta risalita
Nel 1859 il Regno di Sardegna, già alleatosi segretamente con Napoleone III tramite gli accordi di Plombières, riuscì a violare in modo ambiguo il Trattato di Vignale, compromettendo cosi la fragile pace siglata già dieci anni prima con l'impero asburgico e arrivando inevitabilmente a quel conflitto che prese il nome di seconda guerra d'indipendenza italiana. 
Giovanni e suo fratello vennero arruolati nei Bersaglieri e parteciparono alle battaglie di Custoza, San Martino e Solferino. Finita la guerra, ambedue tornarono a casa illesi e gratificati per aver ricevuto un posto fisso nella polizia reale e una piccola somma in oro (forse saccheggiata) che permise di comprare altro bestiame per la propria fattoria. Nel 1864 Giovanni si sposò, e dal matrimonio nacquero otto figli. Di essi se ne ricorda solo uno, Francesco, nato nel 1865.

## La piantagione di kiwi
Francesco acquistò una piccola fattoria nel comune di Fossano, in provincia di Cuneo, nei pressi della frazione Cussanio, ove poté, per la prima volta nel territorio Cuneese, dare origine ad una vera e propria piantagione di kiwi. Nel 1887 egli prese in moglie la genovese Maria Panero, e con lei ebbe otto figli: Giovanni, Cristoforo, Bartolomeo, Lucia, Vittoria, Margherita, Giuseppe e Matteo. Grazie all'immenso lavoro della piantagione, nel 1896 la famiglia riuscì ad aprire una piccola impresa edile, che nel 1909 venne affidata al figlio maggiore, Giovanni. Con l'avvento del XX secolo, una sorta di apparente illuminismo stava invadendo le campagne con l'introduzione di nuove e più potenti macchine agricole e mezzi di produzione che avrebbero facilitato la vita dei contadini. Si chiudeva il sipario di un lungo faticoso periodo di lavoro agricolo completamente manuale e da lì a poco anche gli Zorniotti poterono godere dell'utilizzo di macchinari agricoli più adeguati e produttivi. Nel 1911 la famiglia si trasferì nuovamente a Salza di Marene per questioni di eredità, stanziandosi in una grossa cascina dalle 20 giornate di terra che si estendevano tra il comune di Marene e quello di Cervere.